# Atuna elliptica
Espèce
Classification APG III (2009)
Statut de conservation UICN

 VU D2 : Vulnérable
Atuna elliptica est une espèce de plantes à fleurs la famille des Chrysobalanaceae. C'est un arbre endémique de l’île Viti Levu aux Fidji.

## Description
Arbre atteignant 8 mètres de haut.

## Répartition
Arbre endémique dans les zones de forêts ouvertes, à moins de 100 mètres d'altitude de l'île Viti Levu. Sa présence n'est mentionnée que rarement.